# Musaranya d'orelles petites negrosa
La musaranya d'orelles petites negrosa (Cryptotis nigrescens) és una espècie de mamífer de la família de les musaranyes que es troba a Costa Rica, El Salvador, Guatemala, Hondures, Mèxic i Panamà.